# Xinjiangs interneringsläger
Xinjiangs interneringsläger även kända som Xinjiangs koncentrationsläger, Xinjiangs omskolningsläger (新疆再教育营; Xīnjiāng zài jiàoyùyíng) eller officiellt Yrkesutbildning i Xinjiang är ett flertal interneringsläger i Xinjiang-provinsen i nordvästra Kina och ett led i det pågående folkmordet på uigurerna.
Det har uppskattats att i storleksordningen upp emot en miljon personer är intagna i omskolningslägerna, främst muslimska etniska grupper såsom uigurer och kazaker. De kinesiska myndigheterna beskriver lägren som utbildnings- och arbetsträningsprogram för att motverka terrorism och extremism med hänvisning till nationens säkerhet.
Omskolningslägren har fått kritik från människorättsorganisationer såsom Amnesty International och Human Rights Watch. Kritiken gäller att de intagna på omskolningslägren blir godtycklig frihetsberövande utan juridisk prövning och utan tillgång till advokat eller möjlighet att ifrågasätta beslutet. Kritiken gäller även metoderna inne i lägren där de intagna blir utsatta för hot och övervakning och riskerar straff och tortyr.

## Historik

### Bakgrund
Interneringslägrens uppkomst kan sättas in i en större kontext där Kina och regeringen i Peking under flera decennier gradvis har utökat sitt våld mot uigurer och andra muslimska minoriteter i nordvästra Kina av rädsla för separatism. Kränkningarna har lett till en våldsspiral där de kinesiska säkerhetsstyrkorna har utökat sin övervakning av befolkningen i Xinjiang, vilket har lett till terrorattentat från extremistiska grupper i Xinjiang, som i sin tur har lett till ökat våld från polisens sida.
2014 markerade en vändpunkt för Xinjiang, då året präglades av flera terrorattentat från uiguriska extremister runt om i Kina och en dödlig räd från polisens sida i Xinjiang. Politiken hårdnade och försöken att utradera den uiguriska kulturen, språket och islam som religion i regionen intensifierades. Ansiktsigenkänning infördes och kameraövervakningen utökades. Definitionen av "religiös extremism" utökades gradvis till att inkludera vardagliga religiösa uttryck i islam (och andra världsreligioner) som att be ofta, ha slöja eller bära skägg. 
Det var i samband med att Chen Quanguo tillträdde som partichef i Xinjiang 2016 som myndigheterna började vidta mer drastiska åtgärder mot befolkningen i regionen.

### Lägrens uppkomst
Med början 2016 kom det rapporter om vanliga uigurer som fördes bort till "omskolningsläger" för att t.ex. ha klätt sig muslimskt eller läst i Koranen. De fick inte veta vad de anklagades för och någon rättslig utredning gjordes inte. De kinesiska myndigheterna förnekade först att lägren överhuvudtaget fanns, för att senare beskriva dem som "yrkesutbildning". Till saken hör att uigurer i Xinjiang har haft svårt att få jobb och diskrimineras systematiskt till nackdel för uigurerna och till fördel för Kinas majoritet av hankineser.

## Situationen i lägren
Amnesty har i en rapport intervjuat 55 personer som har internerats i lägren i Xinjiang sedan 2017. Intervjupersonerna beskriver hur livet i lägren präglas av politisk och kulturell indoktrinering, konstant övervakning, våld och tortyr. Det beskrivs hur de intagna saknar privatliv och att övervakningen sker dygnet runt i lägrens samtliga utrymmen, såväl när de intagna sover, som när de går på toaletten eller äter. I rapporten berättar intervjupersonerna om ett förbud mot att fritt tala med andra intagna och om att de när de väl talar med varandra måste tala på mandarin, ett språk som många uigurer (särskilt äldre) varken talar eller förstår. Om de intagna talar ett annat språk än mandarin så riskerar de att bli slagna.

### Utbildning
I Amnestys rapport beskrivs hur en stor del av dagarna (3-4 timmar på förmiddagen och 3-4 timmar på eftermiddagen) för de intagna i lägren kretsar kring att fångarna utsätts för så kallad "utbildning". Utbildningen sker till stor del av politisk indoktrinering. Lektionerna kan bestå av att lära sig hyllningssånger till kommunistpartiet och regeringen i Peking, politisk indoktrinering där de får lära sig om hur fantastisk Xi Jinping och kommunistpartiet är, samt lektioner i mandarin. Utöver lektionsinnehållet har intervjupersonerna beskrivit hur de fick sitta flera timmar i sträck i skolbänken, utan tillstånd att röra på huvudet eller att tala med sina klasskamrater. Den rast de fick mellan förmiddags- och eftermiddagspasset inkluderade - utöver en kort lunch- att sitta still på en stol eller att ligga still med huvudet mot skolbänken.

## Tvångsarbete
I interneringlägren förekommer tvångsarbete, ofta kopplat till bomullsindustrin eftersom ca 80 % av all bomull i Kina kommer från Xinjiang. Kina som helhet står i sin tur för en fjärdedel av hela världens bomullsproduktion. Flertalet företag, bland annat H&M och Ikea har underleverantörer i Xinjiang vilket har väckt misstankar om att deras produkter kan innehålla bomull som producerats av tvångsarbetande uigurer i lägren. Experter har bedömt} att det inte går att vara säker på att tvångsarbete inte ligger bakom bomull som kommer från Xinjiang, trots säkerhetsåtgärder som exempelvis särskilda granskningar av företagens underleverantörer i Xinjiang. 

## Benämning på lägren
Det råder oenighet kring hur lägren ska benämnas, framför allt om de ska kallas "koncentrationsläger" eller "interneringsläger". Voice of America, Vox, Svenska Dagbladet och SVT:s Uppdrag granskning är några av de som har använt begreppet koncentrationsläger. Amnesty och Sveriges radio är några av de som använt begreppet interneringsläger.
Definitionen av koncentrationsläger respektive interneringsläger är oklar. Historikern Alice Yang Murray argumenterar för att betydelsen av koncentrationsläger har kommit att förändras över tid och att det numera är mer eller mindre synonymt med "förintelseläger". Kritiker till betydelseutvecklingen menar att en sådan definition riskerar att enbart kunna användas om lägren under andra världskriget och att det begränsar samhällsdebatten. Exempelvis har det  uppstått en diskussion kring USA:s läger för japansk-amerikaner under andra världskriget om dessa egentligen borde benämnas "koncentrationsläger" snarare än det mer vanligt förekommande "interneringsläger".